# Аризона
Аризо́на (англ. Arizona, американское произношение: [ˌærᵻˈzoʊnə] (слушать)о файле; навахо Hoozdo Hahoodzo) — 48-й штат, вошедший в состав США. Расположен на юго-западе страны. Наряду с Ютой, Колорадо и Нью-Мексико входит в число «штатов четырёх углов». Столица и крупнейший город штата — Финикс (Phoenix). 
По данным переписи населения США, на 1 апреля 2020 года, население штата составляло 7 158 923 человека — по этому показателю Аризона занимает 14-е место в США. Для климата Аризоны характерны мягкие зимы и высокая температура в летнее время года.

## Название
Название штата, скорее всего, пришло в английский язык из испанского, где оно выглядит как Arizonac и происходит из языка народа оодхам. На этом языке оно выглядит как alĭ ṣonak (ари сонак) и означает «маленький источник воды». Изначально название употреблялось испанскими колонизаторами только для обозначения стоянки у шахты, где добывали серебро, и окружающей её местности (на языке оодхам эта местность до сих пор обозначается так). 
Другое возможное происхождение — баскское словосочетание haritz ona (ариц она) «хороший дуб»; в этой местности работало много пастухов баскского происхождения, которые пасли овец. 

## География
Аризона расположена на юго-западе США, на западе граничит с Калифорнией и Невадой, на севере — с Ютой, на северо-востоке — с Колорадо, на востоке — с Нью-Мексико, на юге — с Мексикой. Площадь территории штата составляет 295 254 км² (6-е место среди штатов страны).
Значительная часть территории штата приходится на горы, плато и пустыни. В Аризоне находится крупнейший лесной массив жёлтой сосны. На севере штата находится Большой каньон реки Колорадо. 
Юго-западную часть Аризоны занимает пустыня Сонора, в которой расположены такие города, как Финикс, Тусон и Юма. Несмотря на то, что это одна из наиболее жарких и засушливых пустынь США, Сонора имеет довольно разнообразную флору и фауну, что объясняется наличием в году двух сезонов дождей. 
На северо-западе штата находится пустыня Мохаве, которая отличается от Соноры более высотным положением и наличием редких отдельно стоящих деревьев. Пустыня Пейнтед-Дезерт занимает часть Колорадского плато на севере Аризоны. 
Небольшая территория на юго-востоке штата является частью пустыни Чиуауа, которая, по сравнению с Сонорой, из-за высотного положения имеет более мягкие летние температуры.
Крупнейшие реки штата — Колорадо и её крупный приток, река Хила. Почти вся территория Аризоны, за исключением некоторых южных и юго-восточных районов, находится в бассейне реки Колорадо.
На территории штата расположено три национальных парка.
Аризона — один из двух штатов, которые не переходят на летнее время (второй такой штат — Гавайи).

### Климат
Из-за обширной территории и различной высоты над уровнем моря климатические условия штата довольно сильно различаются от региона к региону. На низких высотах климат главным образом пустынный, с мягкой зимой и жарким летом. Обычно с поздней осени до ранней весны погода мягкая со средним минимумом 16 °С, однако нередки морозы. С середины февраля замечается повышение дневных температур при довольно прохладных ночах. С июня по сентябрь наиболее жарко и сухо. Самая высокая когда-либо зафиксированная в Аризоне температура была отмечена в Лейк-Хавасу-Сити 29 июня 1994 года и 5 июля 2007 года и составляла 53 °С. Самая низкая температура была отмечена 7 января 1971 года на озере Холи и составила −40 °C.
Распределение осадков зависит от времени года, высоты местности над уровнем моря и рельефа. Наибольшее количество осадков получают горные хребты в центральной и юго-восточной частях штата; наименьшее — в аридных районах на юго-западе Аризоны. Средний годовой показатель для штата составляет около 323 мм. Осадки выпадают главным образом в течение двух сезонов дождей: зимой, когда холодный фронт приходит с Тихого океана и летом, когда приходит муссон.
Северная часть штата представляет собой плато, высота которого значительно выше пустынь в центре и на юге. В этой местности обычны холодная зима и мягкое лето. Иногда на север штата приходятся холодные воздушные массы из Канады, принося температуры ниже −18 °C.

## История
На территории штата с I по XV вв. н. э. располагалась крупная доколумбова археологическая культура Хохокам.
Территория современной Аризоны до американо-мексиканской войны 1846—1848 годов принадлежала Мексике. После войны там была установлена американская временная военная администрация, а с 1850 года была образована Территория Нью-Мексико, которая на момент создания включала более половины современной Аризоны. В 1853 году состоялась так называемая Покупка Гадсдена, благодаря которой к Территории Нью-Мексико была добавлена южная часть современной Аризоны.
После начала гражданской войны в США жители южной части Территории Нью-Мексико провозгласили образование Территории Аризона и в феврале 1862 года присоединились к Конфедеративным Штатам Америки. В противовес этому в 1863 году был принят закон об образовании Территории Аризона в составе США.
Аризона получила права штата 14 февраля 1912 года, последней из 48 Смежных штатов.

## Население
По данным Бюро переписи населения США, на 1 июля 2011 года население Аризоны составляло 6 482 505 человек; по сравнению с показателем переписи 2010 года прирост составил 1,42 %. Население метрополии Финикса выросло с 1991 по 2001 годы на 45,3 %, что сделало Аризону вторым штатом с самым высоким приростом населения в течение 90-х годов (первым была Невада). Сегодня население метрополии Финикса превышает 4,3 млн человек. Около 58 % населения Аризоны проживают в городах с населением более 100 тыс. человек (самый высокий показатель среди всех штатов страны).
По данным переписи 2010 года, этнический состав штата был следующий: белые (73 %), афроамериканцы (4,1 %), коренные американцы (4,6 %), азиаты (2,8 %), гавайцы и океанийцы (0,2 %), представители других рас (11,9 %), представители двух и более рас (3,4 %). Происхождение населения Аризоны по данным на 2009 год: мексиканское (27,4 %), немецкое (16 %), ирландское (10,8 %), английское (10,1 %), итальянское (4,6 %). 
В Аризоне проживает наибольшее среди всех 48 континентальных штатов число человек, говорящих на индейских языках. Так, около 85 тыс. человек говорят на языке навахо и 10,4 тыс. человек на западно-апачском языке. Аризонский округ Апач имеет наибольшее в США средоточие носителей индейских языков. 
По данным на 2010 год, нелегальная иммиграция в штате составляет 7,9 % (второй самый высокий показатель в стране).
Динамика численности населения:
- 1950: 749 587 чел.
- 1960: 1 302 161 чел.
- 1970: 1 745 944 чел.
- 1980: 2 718 215 чел.
- 1990: 3 665 228 чел.
- 2000: 5 130 632 чел.
- 2010: 6 392 017 чел.[16]
- 2020: 6 829 374 чел.[17]

Религиозный состав населения:
- католики — 29 %
- не исповедуют никакую религию — 17 %
- евангельские христиане — 10 %
- баптисты — 8 %
- мормоны — 6 %
- методисты — 5 %
- остальные — 25 %[18]

В Аризоне проживает до 50 тысяч русскоговорящих жителей.

## Законодательство и политика

### Федеральное представительство
В число известных политических деятелей штата Аризона входят Джон Маккейн и Барри Голдуотер, которые суммарно представляли штат в Сенате США в течение 65 лет.

## Экономика
ВВП Аризоны на 2004 год составлял 187,27 миллиардов долларов. Если бы Аризона была независимой, она бы занимала 61-е место в мире по показателю ВВП и была бы впереди Норвегии, Дании, Чехии, Ирландии, Финляндии и Новой Зеландии. Аризона занимает 21-е место в США по уровню экономического развития.
Добыча меди — важная отрасль экономики, обеспечивающая 2/3 добычи меди в стране. По добыче меди этот штат занимает первое место в стране. Крупнейшее месторождение меди — Сан-Мануэль.
Все наиболее крупные промышленные предприятия штата сосредоточены в районах городов Финикса и Тусона. Здесь же проживает большая часть населения штата.
Именно в этом штате находится крупнейшая криофирма Alcor.

## Символы штата
- Девиз штата: Ditat Deus (Господь обогащает)
- Цветок штата: цветок кактуса Сагуаро
- Слоган штата: Штат Большого каньона
- Камень штата: бирюза

## В астрономии
В честь Аризоны назван астероид (793) Аризона, открытый в 1907 году в обсерватории Лоуэлла, расположенной в Флагстаффе на территории штата.